# هرایر آنانیان
هرایر سارگسی آنانیان (ارمنی: Հրայր Սարգսի Անանյան؛  زادهٔ ۱۹۱۳ - درگذشته نامعلوم) کارشناس آموزشی و پرورشی اهل ارمنستان بود.

## زندگی‌نامه
وی در ۱۹۱۳ میلادی  به دنیا آمد و از دانشگاه دولتی علوم پرورشی خاچاطور آبوویان ارمنستان فارغ‌التحصیل گشت. در سال ۱۹۴۰ در نبردهای جبهه شرقی شرکت نمود. همچنین برندهٔ جوایزی همچون نشان لنین، نشان پرچم سرخ کار، نشان ستاره سرخ شده‌است.  تاریخ درگذشت وی نامعلوم است.